# 小林快次
小林 快次（こばやし よしつぐ、1971年〈昭和46年〉12月23日 - ）は、日本の層序学者、古生物学者。北海道大学総合博物館教授、大阪大学総合学術博物館招聘教授。日本古生物学会評議員。「ファルコン・アイ」や「ファルコンズ・アイ」や「イーグルズ・アイ」、「ホークス・アイ」、「ザラ」、「ウォークマン」の異名をもつほか、日本の恐竜ファンの間では「ダイナソー小林」の愛称でも知られる。
層位学と古生物学を研究分野とし、モンゴルやカナダなど海外での発掘調査に携わる。また、日本で発見された新属新種の恐竜4種の記載論文筆頭著者でもある。

## 来歴
福井県生まれ。小学生時代は城や仏像に関心を持ち、過去の遺物と現代の自分との間に流れる時間の感覚を好んでいた。中学では理科クラブに所属し、平日の放課後や休日を使ってアンモナイトの化石を探して自宅で石を叩くという化石少年としての生活を送る。高校は福井県立高志高等学校に進学し、高校1年次に福井県内で実施された発掘調査に参加。県内初となる恐竜の化石が発見され、これを機に恐竜にのめり込むようになる。
福井県での発掘調査は横浜国立大学と福井県との共同研究であり、その機会に知り合った研究者と接点ができ、高校卒業後横浜国立大学に進学。しかし、当時恐竜研究が日本よりもアメリカ合衆国やヨーロッパで進展していたこともあり、1年で横浜国立大学を退学して地学に強いワイオミング大学に入学。3年間在学し、1995年（平成7年）にワイオミング大学地質学地球物理学科を首席で卒業。その後はサザンメソジスト大学地球科学科に進学して修士号を取得。
2004年（平成16年）に日本人として初めて恐竜の博士号を取得。博士課程在籍中の研究テーマは中国とモンゴルの恐竜の進化とオルニトミモサウルス類の解剖学であり、この他に日本のイグアノドン類とゴニオフォリス科のワニ形類、テキサス州の哺乳類も研究対象とした。なお、博士課程在籍中は呂君昌と共にルイス・L・ジェイコブスに師事しており、後に呂らと共に記載したコリトラプトル・ジェイコブシはジェイコブスへの献名である。
福井県立恐竜博物館の設立に携わっており、博士課程在籍中に同館学芸員も務めていた。2005年度（平成17年度）からは北海道大学総合博物館で助手として勤め始め、2007年度（平成19年度）から助教に就任、2009年度（平成21年度）から准教授に就任、2014年度（平成26年度）のみ、総合博物館から学内共同利用施設等に勤務先を替えたが、翌年度には博物館に戻り、2019年度（平成31年度）には教授へ昇任した。また、2013年度（平成25年）からは大阪大学総合学術博物館招聘准教授にも就任し、2019年度から招聘教授。2023年度（令和5年度）には穂別博物館特別顧問に就任。

## 功績
福井県立恐竜博物館に勤務する間、2003年（平成15年）には福井県の手取累層群北谷累層下部白亜系から産出したイグアノドン科の植物食恐竜を、フクイサウルスとして東洋一とともに記載した。後にフクイサウルスはハドロサウルス科に属することが判明したが、現在は否定されおり、棘胸骨類であるとされている。
2006年（平成18年）から2010年（平成22年）にかけてのゴビ砂漠での発掘調査でチームがデイノケイルスの全身骨格を発掘しているほか、2013年（平成25年）にはの江南省地質博物館 (Henan Geological Museum) の PU Hanyong を筆頭とする中国の研究機関に所属する中国人研究者チームとの共同研究でジアンチャンゴサウルスを発表している。デイノケイルスは2019年（令和元年）7月のNHKスペシャル『恐竜超世界』で特集され、関連事業である「恐竜博2019」の目玉展示の一つとされた。
国内では北海道むかわ町で発見された「むかわ竜」と呼ばれるハドロサウルス科の恐竜の発掘調査・研究の専門家であることで知られる。むかわ竜を新属新種とする記載論文を2019年9月に発表し、カムイサウルスと命名した。カムイサウルスもまたテレビで特集が組まれたほか、「恐竜博2019」においてデイノケイルスと並ぶ目玉展示として紹介された。
また、2004年（平成16年）に淡路島南東部（兵庫県洲本市南東部）の和泉層群北阿万累層（きたあま るいそう）で発見されていたハドロサウルス類の化石標本の分析にも2010年代後半から取り組んでおり、2021年（令和3年）4月に新属新種の恐竜ヤマトサウルスとして記載・発表した。
2017年（平成29年）には、北海道鹿島層から発見されていた化石を、新属新種のヘスペロルニス類チュプカオルニスとして記載した。
2022年（令和4年）5月には、2000年（平成12年）に北海道中川町にある蝦夷層群から発見されていた化石を新属新種の恐竜パラリテリジノサウルスとして記載・発表した。
2025年（令和7年）3月には、2012年にモンゴル東部のウムヌゴビ県、バインシレ層から発見されていた化石を新属新種の恐竜デュオニクスとして記載・発表した。

### 受賞
- 第71回北海道新聞文化賞学術部門[40]
- 平成30年度北海道文化奨励賞[41]
- 令和3年度科学科学技術分野の文部科学大臣表彰[42]

## 著作

### 単著
- 『恐竜時代I 起源から巨大化へ』岩波書店、2012年
- 『ワニと恐竜の共存 巨大ワニと恐竜の世界』北海道大学出版会、2013年
- 『恐竜は滅んでいない』角川書店、2015年
- 『ぼくは恐竜探検家!』講談社、2018年
- 『化石ハンター 恐竜少年じゃなかった僕はなぜ恐竜学者になったのか?』（YA心の友だちシリーズ）PHP研究所、2019年
- 『恐竜まみれ 発掘現場は今日も命がけ』新潮社、2019年
- 『ティラノサウルス解体新書』講談社、2023年

### 共著・編著
- 『日本恐竜探検隊』（岩波ジュニア新書）真鍋真編著、岩波書店、2004年
- 『モンゴル大恐竜 ゴビ砂漠の大型恐竜と鳥類の進化』久保田克博共著、北海道大学出版会、2006年
- 『巨大絶滅動物 マチカネワニ化石 恐竜時代を生き延びた日本のワニたち』江口太郎共著、大阪大学出版会、2010年

### 監修
- 『恐竜VSほ乳類 1億5千万年の戦い』監修 ダイヤモンド社、2006年
- 『恐竜』監修 講談社、2011年
- 『大人のための「恐竜学」』監修 祥伝社、2013年
- 『ティラノサウルスはすごい』監修 文藝春秋、2015年
- 『恐竜 新訂版』監修 講談社、2016年
- 『やりすぎ恐竜図鑑 なんでここまで進化した!?』監修 宝島社、2018年
- 『やりすぎ恐竜図鑑 進化するにはワケがある!』監修 宝島社、2019年
- 『恐竜』監修 講談社、2019年
- 『恐竜2 最新研究』監修 講談社、2020年
- 『恐竜』監修 角川、2021年

### 監訳
- 『最強恐竜図鑑』監訳 ポプラ社、2023年

ほか多数

## 主な出演
- 『歌うコンシェルジュ』（2010年7月30日）[43]
- 『恐竜誕生の謎 幻のファースト・ダイナソーを探せ』（2010年8月9日）[44]
- 『プロフェッショナル 仕事の流儀』（2015年9月7日）[45]
- 『クレイジージャーニー』（2017年11月1日[46]、11月15日[47]）
- 『NHKスペシャル』
  - 『世紀の発見!日本の巨大恐竜』（2017年5月7日）[48]
  - 『恐竜超世界』（2019年7月7日）[49]
  - 『恐竜超世界 in Japan』（2022年3月30日）[50]
- 『世界一受けたい授業』（2018年4月14日）[51]
- 『これが恐竜王国ニッポンだ!』（2018年8月29日）[34]
- 『チコちゃんに叱られる!』（2019年8月30日）[52][53]
- 『ダーウィンが来た!』
  - 「世紀の大発見!珍恐竜デイノケイルス」（2020年4月14日）[54]
  - 「お正月特集 龍のナゾを大研究!」（2024年1月14日）[55]
- 『チコちゃんといっしょに課外授業』（2021年1月23日配信）[56]
- 『北海道道』
  - 「世界の恐竜王国へ」（2021年2月19日）[57]
  - 「恐竜の”真の姿”を求めて カムイサウルス完全復元」（2025年4月18日）[58]
- 『アカデミーナイトG』（2021年10月26日）[59][60]
- 『NHKアカデミア』「小林快次 恐竜学者 "揺るぎない知性"との出会い」（2022年5月25日、NHK Eテレ）[61]
- 『発掘ロストワールド 恐竜の聖地ゴビ砂漠』（2022年12月30日、NHK BSプレミアム）[62]
- 『ワルイコあつまれ』（2024年10月29日、NHK Eテレ）[63]
- 『発掘ロストワールド2 恐竜大繁栄の謎を追え』（2025年1月3日、NHK BSプレミアム4K）[64]
- 『1×8いこうよ!』（2025年4月20日、27日、5月4日、6月22日、札幌テレビ）-「1×8ロマンびと」

ラジオ番組では子ども科学電話相談の恐竜分野の解説者を担当している。

### 論文
- Fukuisaurus Kobayashi et Azuma, 1999
  - Kobayashi, Yoshitsugu; Azuma, Yoichi (Received 20 September 1999, Accepted 01 February 2002). “A new iguanodontian (Dinosauria: Ornithopoda) from the Lower Cretaceous Kitadani Formation of Fukui Prefecture, Japan”. Journal of Vertebrate Paleontology (Taylor & Francis for the Society of Vertebrate Paleontology) 23, 2003 (1):  166-175. doi:10.1671/0272-4634(2003)23[166:ANIDOF]2.0.CO;2.
- Jianchangosaurus Pu et al., 2013
  - Pu, Hanyong; Kobayashi, Yoshitsugu; Lü, Junchang; Xu, Li; Wu, Yanhua; Chang, Huali; Zhang, Jiming; Jia, Songhai (29 May 2013). Claessens, Leon. ed. “An Unusual Basal Therizinosaur Dinosaur with an Ornithischian Dental Arrangement from Northeastern China”. PLOS ONE (Public Library of Science (POLS)) 8 (5):  e63423. doi:10.1371/journal.pone.0063423. PMC 3667168. PMID 23734177.
- Kamuysaurus Kobayashi et al., 2019
  - Kobayashi, Yoshitsugu; Nishimura, Tomohiro; Takasaki, Ryuji; Chiba, Kentaro; Fiorillo, Anthony R.; Tanaka, Kohei; Chinzorig, Tsogtbaatar; Sato, Tamaki et al. (05 September 2019). “A New Hadrosaurine (Dinosauria: Hadrosauridae) from the Marine Deposits of the Late Cretaceous Hakobuchi Formation, Yezo Group, Japan”. Scientific Reports (Nature Research（英語版）) 9 (1):  1–14. doi:10.1038/s41598-019-48607-1.
- Yamatosaurus Kobayashi et al., 2021
  - Kobayashi, Yoshitsugu; Takasaki, Ryuji; Kubota, Katsuhiro; Fiorillo, Anthony (First submitted: 08 February 2021). “A New Basal Hadrosaurid (Dinosauria: Ornithischia) From the Latest Cretaceous Kita-ama Formation in Japan: the Rise of Hadrosaurs” (English). Scientific Reports (Nature Research). doi:10.21203/rs.3.rs-225217/v1.
    - “A new basal hadrosaurid (Dinosauria: Ornithischia) from the latest Cretaceous Kita-ama Formation in Japan implies the origin of hadrosaurids” (English). Scientific Reports (London: Nature Research) 8547 (2021). (27 April 2021).

雑誌、広報、本人以外の論文、ほか
- 『恐竜博2019 THE DINOSAUR EXPO』（図録）国立科学博物館、2019年。